# Monte Grai
Il Monte Grai è una montagna situata nelle Alpi Liguri, in Italia. Si trova al confine tra la provincia di Imperia, in Liguria, e il dipartimento delle Alpi Marittime, in Francia. Con un'altitudine di 2013 m s.l.m., il Monte Grai fa parte della catena montuosa che delimita la valle Argentina a sud-est, la Val Nervia a sud-ovest e la val Roja a nord-ovest.

## Geografia
Geograficamente, il monte è caratterizzato da pendii erbosi e rocciosi, con una flora e fauna tipiche delle Alpi Liguri. Il panorama dalla cima offre una vista ampia che spazia dalle Alpi Marittime al Mar Ligure, permettendo di apprezzare la diversità paesaggistica della regione.

## Descrizione
Il Monte Grai è accessibile tramite diversi sentieri escursionistici, che variano in difficoltà e lunghezza. È una meta popolare per gli appassionati di trekking e di alpinismo grazie alla bellezza naturale e alla tranquillità dell'area. La zona è anche di interesse storico, con resti di strutture militari risalenti alla seconda guerra mondiale.